# Usina Hidrelétrica Governador Pedro Viriato Parigot de Souza
A Usina Hidrelétrica Governador Pedro Viriato Parigot de Souza  (antiga UHE Capivari-Cachoeira) localiza-se no município de Antonina, no Paraná. Iniciou seus testes de operação em outubro de 1970, porém foi inaugurada oficialmente apenas em 26 de janeiro de 1971, em cerimônia com a presença do Presidente da República, Gen. Emílio Garrastazu Médici, data na qual entrou em fase de operação comercial, com a denominação original de Complexo Hidrelétrico Capivari-Cachoeira. É atualmente a maior central hidrelétrica subterrânea do sul do país com a capacidade total instalada de 260 MW, produzidos por 4 unidades geradoras repotencializadas em 1999. O seu reservatório, com capacidade de aproximadamente 1,5 milhões de m³ e 16,3 Km² de área, constituído pelo barramento do Rio Capivari, está localizado no município de Campina Grande do Sul, distante 50 km de Curitiba, às margens da Rodovia Régis Bittencourt (BR-116 - trecho Curitiba - São Paulo). 
Da mesma forma que as outras unidades geradoras da Copel, o nome atual da usina homenageia um ex-governador paranaense. O nome atual - Governador Pedro Viriato Parigot de Souza foi-lhe atribuído em homenagem ao engenheiro, professor e governador do Paraná de 1971 a 1973, que também fora o primeiro diretor técnico da Copel em 1955 e, mais tarde seu presidente, entre 1961 e 1970, época da construção do complexo Capivari-Cachoeira.

## Histórico e Informações Técnicas
Projetada em meados da década de 1950 para sustentar o processo de desenvolvimento de toda a porção leste do Estado do Paraná nas décadas seguintes, como parte de um plano plurianual de expansão energética, o arranjo de operação desta usina ainda impressiona. Seu projeto, dimensões e características se baseiam num arranjo pouco comum, bastante original, porém inédito para o país na época. Consiste basicamente no aproveitamento do desnível de 754 metros entre o Rio Capivari, da bacia do Rio Ribeira, localizado no primeiro planalto paranaense - a 830 metros acima do nível do mar, represado com a construção de uma barragem de terra compactada de 58 metros de altura, e o Rio Cachoeira, da bacia litorânea. A transposição da água entre os dois rios se dá mediante sua captação no reservatório e sua canalização por meio de um túnel de adução de 14,1 Km, escavado na rocha e revestido com concreto armado. Este túnel de adução atravessa a Serra do Mar paranaense no trecho conhecido como Serra do Ibitiraquire, maciço onde estão as montanhas mais altas do sul do Brasil, como os Picos Caratuva e Paraná, este último onde estão localizadas as instalações da casa de força. No final da galeria de adução a água é lançada num conduto forçado, inclinado a 40º, com 1100 m de comprimento e 105 m de desnível, que despeja a água nas 4 turbinas tipo Pelton a uma velocidade de cerca de 426 Km/h, característica que faz com que esta usina opere com pequeno volume de água. Depois de movimentar as turbinas a água é então restituída ao curso do Rio Cachoeira por meio de uma galeria de fuga com 2200 m de extensão.  
A casa de força é totalmente subterrânea. As 4 turbinas Pelton de 65.000 kW de potência cada, transformadores, sala de válvulas, sala de máquinas e o centro de operações e controle estão localizados dentro do maciço montanhoso do Ibiteruçu, onde fica o Pico Paraná, a montanha mais alta da região sul do Brasil. Ali três grandes cavernas foram escavadas na rocha para compor as instalações da usina, acessíveis por estrada pavimentada, num túnel de 1050 metros de extensão.
A construção da usina demorou pouco mais de 7 anos no total, tendo sido iniciada em 1963, porém os estudos técnicos de viabilidade e os projetos básicos de implantação já haviam sido iniciados em 1955. Na fase executiva foram cinco anos de trabalhos nas obras de implantação da infraestrutura viária, construção da barragem e perfurações nas rochas para a construção do túnel de adução e o complexo de túneis auxiliares, que totalizaram 22 Km de extensão. Outros dois anos foram necessários para a instalação dos equipamentos geradores e redes de transmissão. Devido ao grande vulto do empreendimento, para a construção da usina e demais obras auxiliares previstas foi criada a ELETROCAP - Central Elétrica Capivari-Cachoeira S/A, empresa subsidiária constituída com capitais da COPEL e da ELETOBRAS, depois incorporada à COPEL ao término das obras. Em diversas fases da obra, como na construção de estradas, da barragem e parte inicial do túnel de adução a ELETROCAP contou com o apoio do DNOS - Departamento Nacional de Obras de Saneamento. Cerca de 630 mil m³ de rochas foram extraídas e transformadas em brita, volume este que, segundo informações da companhia de energia poderiam pavimentar uma estrada de 400 quilômetros de extensão. Já as 900 mil sacas de cimento gastas na concretagem seriam suficientes para construir 30 edifícios de 50 andares.